# Билинский, Станко
Станко Билинский (хорв. Stanko Bilinski; 22 апреля 1909 — 6 апреля 1998) — хорватский математик, профессор Загребского университета, член Хорватской академии наук и искусств.
В 1960 году открыл названный его именем додекаэдр Билинского, заполнив остававшийся незамеченным 75 лет пробел в классификации выпуклых многогранников с конгруэнтными ромбическими гранями, описанной Евграфом Фёдоровым.
В том же году нашёл псевдоромбокубооктаэдр (открывавшийся в XX веке независимо друг от друга несколькими учёными из разных стран), способствовав заполнению пробела в теории полуправильных многогранников.
Сформулировал один из вариантов теоремы о четырёх вершинах применительно к равностороннему многоугольнику.